# 15729 Yumikoitahana
15729 Yumikoitahana eller 1990 UB är en asteroid i huvudbältet som upptäcktes den 16 oktober 1990 av de båda japanska astronomerna Kazuro Watanabe och Atsushi Takahashi vid Kitami-observatoriet. Den är uppkallad efter Yumiko Itahana, vän till en av upptäckarna.
Asteroiden har en diameter på ungefär 6 kilometer.